# Josef Puchmeltr
Josef Puchmeltr (11. ledna 1928 Lom – 11. května 1998) byl český a československý politik Komunistické strany Československa a poslanec Sněmovny lidu Federálního shromáždění za normalizace.

## Biografie
K roku 1981 se profesně uvádí jako vedoucí tajemník okresního výboru KSČ. Šlo o OV KSČ v Mostě. V této funkci se zmiňuje i k roku 1985 a 1988.
Ve volbách roku 1981 zasedl do Sněmovny lidu (volební obvod č. 64 – Most, Severočeský kraj). Mandát obhájil ve volbách roku 1986 (obvod Most-jih). Ve Federálním shromáždění setrval do ledna 1990, kdy rezignoval na svůj post v rámci procesu kooptací do Federálního shromáždění po sametové revoluci.
V květnu 1990 proti němu vyšetřovatel oddělení vyšetřování VB v Mostě vznesl obvinění pro návod k trestnému činu zneužívání pravomoci veřejného činitele. Šlo o úřední úkon, kdy měl coby bývalý vedoucí tajemník OV KSČ doporučit, aby pro Městský výbor KSČ v Mostě pracovaly administrativní pracovnice Technických služeb města Litvínova, přičemž za vykonanou práci pro okresní aparát KSČ jim bylo placeno z prostředků Technických služeb. Měla tak vzniknout škoda 72 000 Kčs. V únoru 1991 okresní prokuratura vrátila věc k došetření.

## Odraz v kultuře
Josef Puchmeltr byl tajemníkem okresního národního výboru v Mostě od roku 1963; od roku 1973 byl tajemníkem a od roku 1974 vedoucím tajemníkem okresního výboru KSČ v Mostě. Působil zde tedy v období, kdy byl starý Most likvidován a nový se stavěl. Je uváděn jako předobraz tajemníka Pláteníka z Dietlova normalizačního seriálu Okres na severu.